# Fahrenhype 9/11
Fahrenhype 9/11, amerikansk dokumentärfilm från 2004, regisserad av Alan Peterson. Filmen hade premiär i USA den 5 oktober 2004. I Fahrenhype 9/11 presenteras och förklaras händelserna bakom 11 september-attackerna ur en annan synvinkel än den som Michael Moore ger i "Fahrenheit 9/11". Berättare i filmen är Ron Silver.

## Medverkande
- Peter T. King
- Frank Gaffney
- Steve Emerson
- David Frum
- Dave Kopel
- Bill Sammon
- Ann Coulter
- Jason Clark

### Arkivbilder
- George W. Bush
- Dick Cheney
- George H. W. Bush
- Ronald Reagan
- Jimmy Carter
- John F. Kennedy
- Saddam Hussein
- Osama bin Laden
- Paul Wolfowitz
- Uday Hussein